# Уильямсон, Иан
И́ан Уи́льямсон (англ. Ian Williamson, род. 1 декабря 1958 года в Лидсе, Англия) — английский бывший профессиональный снукерист и игрок в английский бильярд. Играет левой рукой.

## Карьера
Уильямсон выступал в мэйн-туре на протяжении 14 лет (с сезона 1983/84 по 1996/97), но ни разу не достигал высоких результатов крупных снукерных турниров и ни разу не квалифицировался на чемпионат мира (хотя дважды доходил до последнего раунда квалификации). В 1981 году, будучи любителем, он стал финалистом осенней серии Pontins Open. Его лучший официальный рейтинг — 47-й.
Иан до сих пор играет на профессиональном уровне в английский бильярд, принимая участие в различных крупных турнирах по этой игре (в том числе и чемпионате мира). Его карьера в английском бильярде более успешная, чем в снукере — в частности, он в своё время был чемпионом Великобритании.
Уильямсон — один из первых тренеров WPBSA по бильярду.